# Drone moyenne altitude à longue endurance
Un drone à moyenne altitude et longue endurance vole entre 10 000 à 30 000 pieds d'altitude  (3 000 à 9 000 m) pendant des durées prolongées, généralement de 24 à 48 heures. Cette liste comprend à la fois les véhicules aériens de combat sans pilote et les véhicules aériens de reconnaissance sans pilote.
| Drone                         | Pays                | Altitude maximum | Endurance | Poids maximum au décollage |
| ----------------------------- | ------------------- | ---------------- | --------- | -------------------------- |
| Aeronautics Defense Dominator | Israël              | 9 100 m          | 24 h      | 1,200 kg                   |
| Atobá Tactical UAS            | Brésil              | 5 000 m          | 28 h      | 500 kg                     |
| Baykar Bayraktar TB2          | Turquie             | 7 620 m          | 27 h      | 700 kg                     |
| DELAER RX-3                   | Grèce               |                  | 10 h      | 190 kg                     |
| Denel Dynamics Bateleur       | Afrique du sud      | 8 000 m          | 18–24 h   | 1,000 kg                   |
| DRDO Rustom                   | Inde                | 10 668 m         | 24 h      | 720 kg                     |
| EADS Talarion                 | Europe/Turquie      | 15 000 m         |           | 10,000 kg                  |
| Elbit Hermes 900              | Israël              | 9 100 m          | 36 h      | 1,100 kg                   |
| Eurodrone                     | Europe              | 13 700 m         | 18–40 h   | 11,000 kg                  |
| Falco Xplorer                 | Italie              | 9 100 m          | 24 h      | 1,300 kg                   |
| General Atomics MQ-1 Predator | États-Unis          | 7 600 m          | 24 h      | 1,020 kg                   |
| HAI Pegasus II                | Grèce               |                  | 15 h      | 250 kg                     |
| HCUAV                         | Grèce               |                  | 11 h      | 185 kg                     |
| Hybrid Air Vehicles HAV-3     | Royaume-Uni         | 6 096 m          | 120 h     | 19,999 kg                  |
| Yabhon United 40              | Émirats arabes unis | 7 000 m          | 120 h     | 1,500 kg                   |
| IAI Heron                     | Israël              | 10 000 m         | 52 h      | 1,150 kg                   |
| IAIO Fotros                   | Iran                | 7 600 m          | 16–30 h   | 3,500 kg                   |
| INTA Milano                   | Espagne             | 7 800 m          | 7–20 h    |                            |
| Kronshtadt Orion              | Russie              | 7 500 m          | 24 h      | 1,150 kg                   |
| KAL KUS-FS                    | Corée du sud        | 13 716 m         | 24 h      | 5,750 kg                   |
| Northrop Grumman Firebird     | États-Unis          | 7 600 m          | 40 h      | 2,268 kg                   |
| Shahed 129                    | Iran                | 7 300 m          | 24 h      |                            |
| TAI Anka                      | Turquie             | 9 144 m          | 30 h      | 1,700 kg                   |
| Vestel Karayel                | Turquie             | 6 900 m          | 8–20 h    | 630 kg                     |
| Milkor 380                    | Afrique du sud      | 9 144 m          | 35 h      | 1,300 kg                   |
| Aarok                         | France              |                  | 25 à 30 h | 5,500 kg                   |